# TIM (przedsiębiorstwo)
TIM S.p.A. (dawniej Telecom Italia) – włoski dostawca usług telekomunikacyjnych. Jest jednym z największych operatorów telekomunikacyjnych na świecie.
Działalność prowadzi także w Brazylii, gdzie funkcjonuje jako TIM Brasil.